# Christoph Altstaedt
Christoph Altstaedt (* 19. Januar 1980 in Heidelberg) ist ein deutscher Dirigent und Arzt.

## Leben
Altstaedt wurde als Sohn deutsch-französischer Eltern in Heidelberg geboren. Er ist der Bruder des Cellisten Nicolas Altstaedt.
Als Jungstudent studierte er Klavier bei Edmundo Lasheras und Dirigieren bei Joachim Harder an der Hochschule für Musik Detmold. Außerdem erhielt er Klavierunterricht bei Karl-Heinz Kämmerling in Hannover. Zum Studium wechselte er in die Klavierklasse von Jean-Efflam Bavouzet. 2002 setzte er sein Studium an der Musikhochschule „Hanns Eisler“ in Berlin fort. Zu seinen Lehrern gehörten Hans-Dieter Baum (Dirigieren) und Alexander Vitlin (Korrepetition). Seit 2003 wurde er als Stipendiat des Dirigentenforums des Deutschen Musikrats gefördert und besuchte u. a. Kurse bei Kurt Masur, Pierre Boulez (im Rahmen der Luzern Festival Academy), Sebastian Weigle, Johannes Kalitzke und Jorma Panula. 2008 und 2009 gehörte er zu den drei Dirigenten, die als Stipendiaten nach Tanglewood eingeladen wurden. Dort assistierte er James Levine bei „Don Giovanni“.
Sein Debüt als Operndirigent gab er 2006 am Staatstheater am Gärtnerplatz, wo er in der letzten Spielzeit von Klaus Schultz als Korrepetitor engagiert wurde. Er dirigierte dort „Gianni Schicchi“, „Die Zauberflöte“, „Die Entführung aus dem Serail“, „Werther“, „Hänsel und Gretel“, „La Traviata“ sowie „Cinderella“ von Peter Maxwell Davies.
2010 begann er seine Tätigkeit als Kapellmeister an der Deutschen Oper am Rhein, wo er sein Repertoire um „Le nozze di Figaro“, „Così fan tutte“, „La Bohème“, „Luisa Miller“, „Carmen“, „Il barbiere di Siviglia“ und „Die Prinzessin auf der Erbse“ von Ernst Toch erweiterte. Darüber hinaus begann eine intensive Zusammenarbeit mit dem Ballett am Rhein unter Martin Schläpfer und den Choreographen Mats Ek, Hans van Manen und Nils Christie. Er gastierte u. a. in Luxemburg mit Massenets „Manon“, in Glyndebourne und Zürich mit „Die Entführung aus dem Serail“ und in Basel mit „Die Zauberflöte“.
Interimsweise übernahm er von 2011 bis 2013 die Position des Chefdirigenten beim Tiroler Symphonieorchester Innsbruck und dirigierte dort Cherubinis „Médée“ und Mozarts „Idomeneo“. Im symphonischen Bereich arbeitete er u. a. mit Gidon Kremer, Steven Isserlis, Mark Padmore und Radek Baborák zusammen.
Von 2004 bis 2011 leitete er das von ihm gegründete Junge Klangforum Mitte Europa: ein Jugendorchester aus Musikstudenten der drei Länder Polen, Tschechien und Deutschland, das u. a. mit dem „Praemium Imperiale“ und dem „Marion Dönhoff Preis“ ausgezeichnet wurde. Christoph Altstaedt engagiert sich in der Nachwuchsarbeit und leitete das Orchester des Julius-Stern-Instituts der Universität der Künste Berlin (UdK), die Landesjugendorchester im Saarland und in Berlin sowie die Junge Deutsche Philharmonie, das Bundesjugendorchester und die Junge Norddeutsche Philharmonie.
Parallel zu seiner Opernkarriere dirigierte er im symphonischen Bereich das Konzerthausorchester Berlin, das Radio-Sinfonieorchester Stuttgart des SWR, das hr-Sinfonieorchester Frankfurt, die Deutsche Radio Philharmonie Saarbrücken Kaiserslautern, das MDR-Sinfonieorchester, das Oslo Philharmonic, das Royal Scottish National Orchestra, das Indianapolis Symphony Orchestra, das Musikkollegium Winterthur, das Ensemble Resonanz, das Helsingborger Symphonieorchester, das Orquestra Sinfónica do Porto Casa da Música. Radioproduktionen u. a. mit den Bamberger Symphonikern liegen vor.
An der Charité – Universitätsmedizin Berlin studierte Christoph Altstaedt außerdem Humanmedizin und erhielt 2016 die Approbation. Er arbeitet als Anästhesist an den Evang. Kliniken Essen-Mitte in Essen.

## Diskographie
- Günter Raphael: Symphonie Nr. 2, op. 34; CPO 8177587
- Rolf Martinsson: Golden Harmony, Concerto for Saxophone; Phono Suecia